# Tor Ödman
Tor Axel Ödman, född 13 september 1904 i Västerås, död 15 december 1998 i Stockholm, var en svensk överingenjör.
Han tog examen vid KTH 1927 och var därefter anställd vid AB Spontan samt Norra och Mellersta Sveriges ångpanneförening. Han var 1937–1941 torpedingenjör i Karlskrona och 1941–1945 konstruktionschef vid Centrala torpedverkstaden (i Motala). Han var 1941–1945 också ledamot av stadsfullmäktige i Motala. Han utsågs 1958 till marindirektör av 1:a graden. Han invaldes 1953 som ledamot av Örlogsmannasällskapet, blev 1959 ledamot av Krigsvetenskapsakademien och 1964 ledamot av Ingenjörsvetenskapsakademien. Ödman är begravd på Galärvarvskyrkogården i Stockholm. Han var från 1950 gift med radio- och TV-producenten Maj Ödman (1915–2009).